# Station Haltdalen
Station Haltdalen is een station in Haltdalen in de gemeente Holtålen in fylke Trøndelag  in  Noorwegen. Het station ligt aan Rørosbanen. Haltdalen dateert uit 1877 en was een ontwerp van Georg Andreas Bull.